# Lights and Sounds (canción)
«Lights and Sounds» (en español: «Luces y sonidos») es una canción de punk rock de la banda estadounidense de pop punk Yellowcard. La canción fue creada colaborativamente por todos los miembros de la banda para su quinto álbum de estudio, Lights and Sounds. La pista se construye en torno a un riff de guitarra instrumental, que luego es seguido por un ritmo repetitivo de la batería, que es seguido por un gran sonido de guitarra.
La letra se trata sobre el sentimiento de la banda, de como le hacían frente al éxito que mantenían mientras escribían las canciones para su segundo álbum. También se basa en la manera en que ellos han madurado en el proceso. "Lights and Sounds" también va con lo que el vocalista Ryan Key describió como la preocupación por la elaboración del álbum.
El sencillo fue lanzado el 15 de noviembre de 2005 y alcanzó el cuarto puesto del ranking de Billboard Rock Tracks. También apareció en el número 26 de la lista Hot Digital. La canción alcanzó el número 50 en Billboard Hot 100 y el puesto 42 de Pop 100. Internacionalmente, la pista estuvo durante una semana en la lista de sencillos del Reino Unido en el puesto 56. También apareció en las listas de Australia y Nueva Zelanda, respectivamente.
"Lights and Sounds" fue bien recibida por los críticos de música, que tomaron nota del sonido de la pista en general. El 2006 la canción ganó en los "Spike Video Game Awards" en la categoría "Premio a la Mejor Canción", al ser usada en el videojuego Burnout Revenge, al igual que en la película mexicana Una película de huevos. Durante la promoción para el álbum de la banda, el video musical de "Lights and Sounds" fue ofrecido en uno de los V-Cast de Verizon Wireless. El video musical fue filmado en octubre de 2005, y muestra a la banda interpretando la canción en una habitación oscura con destellos de luces finas, un homenaje al título de la canción.

## Lista de canciones
Sencillo AU:
1. «Lights and Sounds» – 3:28
2. «Three Flights Down» – 4:44
3. «When We're Old Men» – 3:32
4. «Lights and Sounds» (en vivo) – 3:38

Maxi sencillo:
1. «Lights and Sounds» – 3:30
2. «When We're Old Men» – 3:32
3. «Lights and Sounds» (en vivo) – 6:08
4. «Lights and Sounds» (pista multimedia)

- Datos: Q3025048